# Miklós Orosz
Miklós Orosz, pierwotnie Brüll (ur. 11 kwietnia 1885 w Konyár, zm. ?) – węgierski zapaśnik walczący w stylu klasycznym. Olimpijczyk z Londynu 1908, gdzie zajął dziewiąte miejsce w wadze średniej.
Zajął czwarte miejsce na mistrzostwach Europy w 1912 roku.
Był bratem Dezső Orosza, zapaśnik i olimpijczyka ze Sztokholmu 1912.

## Letnie Igrzyska Olimpijskie 1908
| Konkurencja | Eliminacje                 | Klas. końcowa |
| Konkurencja | Przeciwnik I               | Miejsce       |
| ----------- | -------------------------- | ------------- |
| 73 kg       | Jóhannes Jósefsson (ISL) P | 9.            |